# Lika (tájegység)

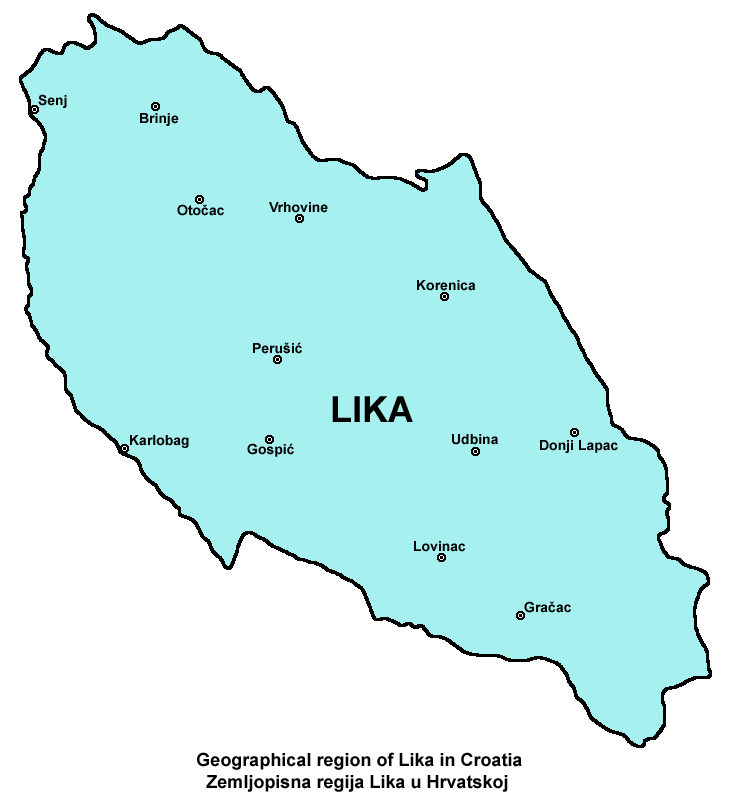
Lika főbb települései

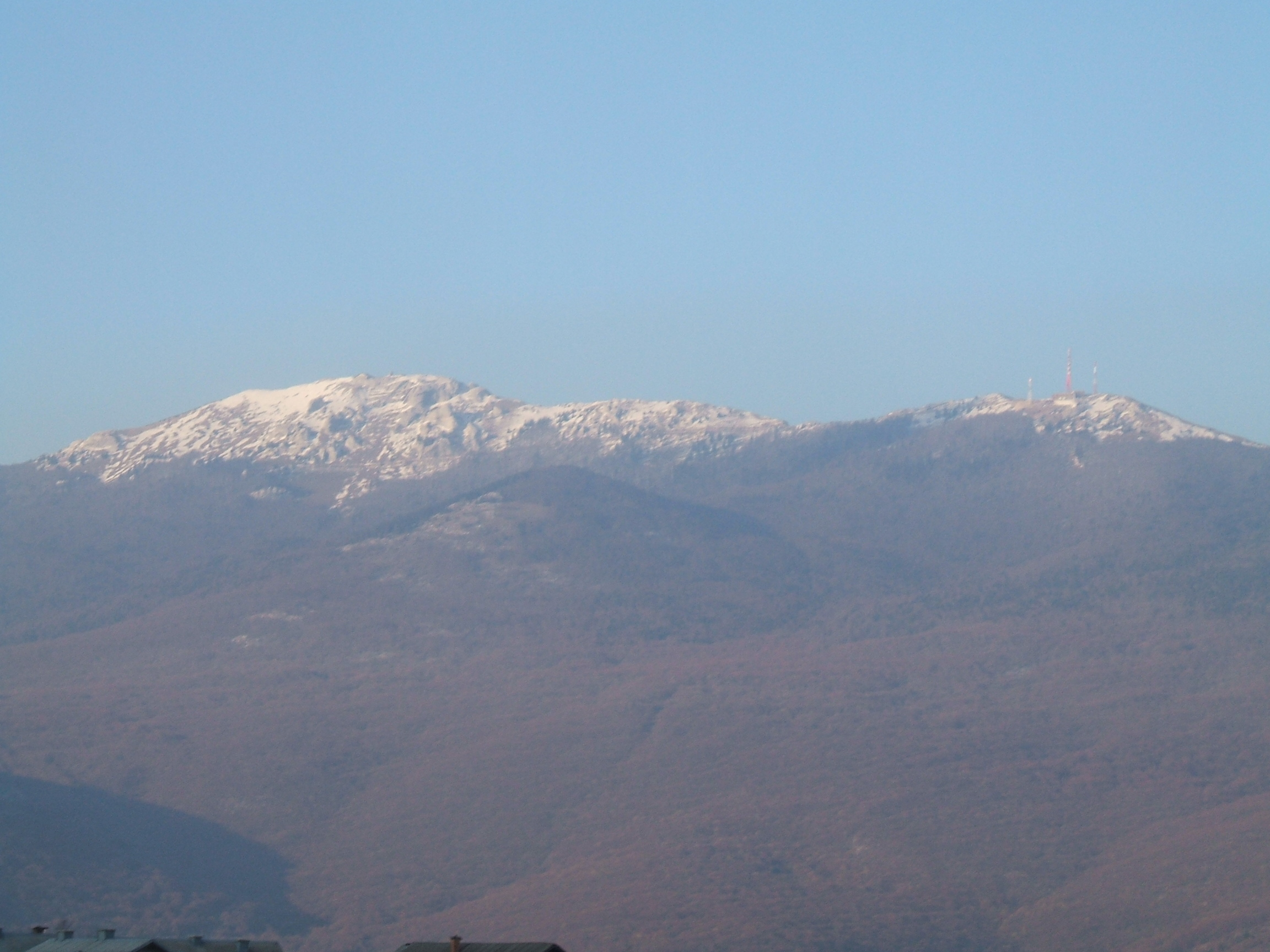
A Lička Plješivica havas csúcsai

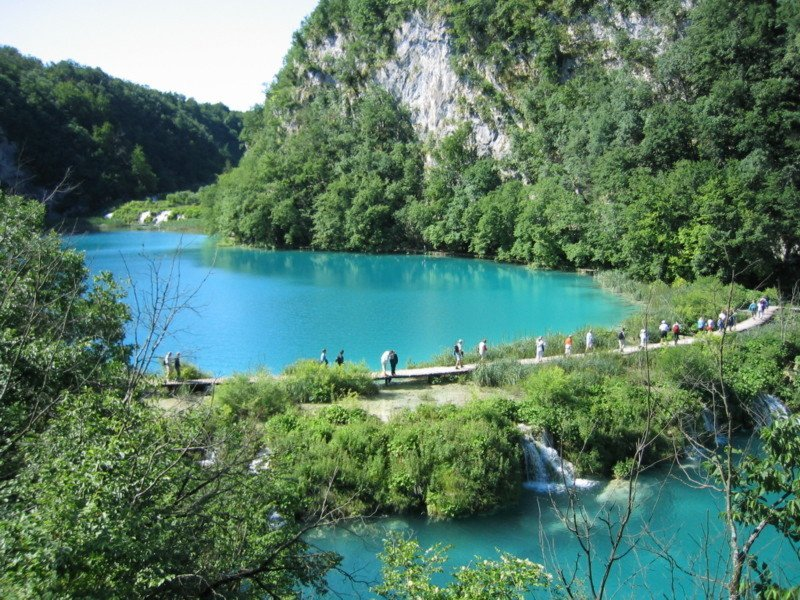
Két tó a Plitvicei-tavak Nemzeti Parkban

A Lika (szerbül Лика / Lika, ejtsd: líka) egy Délnyugat-Horvátországban található, körülbelül 5000 km² területű hegyvidék, melynek központja Gospić. A Lika választja el Közép-Horvátországot Dalmáciától, ezért fontos a közlekedés szempontjából. Likán keresztül halad a Zágráb-Split és a Zágráb-Zára autóút, a Zágráb-Split (A1-es) autópálya a Mala Kapela-alagúttal, továbbá a Zágráb–Knin–Split vasútvonal.
Érdekesség, hogy Likában forgatták a német Winnetou-filmeket.
A vidéken a horvátok mellett jelentős szerb népesség élt, többségük azonban az 1990-es években, a horvátországi háború végén elmenekült.

## Nevének jelentése
- Az egyik hagyomány szerint Lika a nevét a (tájszólásos) lîk szóból kapta, ami horvátul gyógyszert jelent.
- Egy másik hagyomány szerint a görög λύκος [likosz] szóból ered, ami farkast jelent. Lika egyébként arról is ismert, hogy sok farkas él benne.

## Földrajza
Lika hegyvidéki terület. Nyugaton és délen a Velebit, keleten a Lička Plješivica, északon pedig a Kis-Kapela (Mala Kapela) hegység vonulatai találhatók. A Likai-középhegység (Ličko sredogorje) a Velebit és a Kis-Kapela között fut velük párhuzamosan. Nagy hegyközi medencék a Gacka-mező (Gacko polje),  a Korbavamező (Krbavsko polje) és a legnagyobb, lefolyástalan Likai-mező (Ličko polje). Legszebb részét a Plitvicei-tavak alkotják, melyet 16 tó alkot és belőlük fakad a Korana folyó.
A Gacka folyó Horvátország legtisztább és a világ harmadik legtisztább folyója.
Lika területén két nemzeti park is van: a Plitvicei-tavak Nemzeti Park (Plitvička jezera) és az Észak-Velebit Nemzeti Park (Sjeverni Velebit).

## Történelme

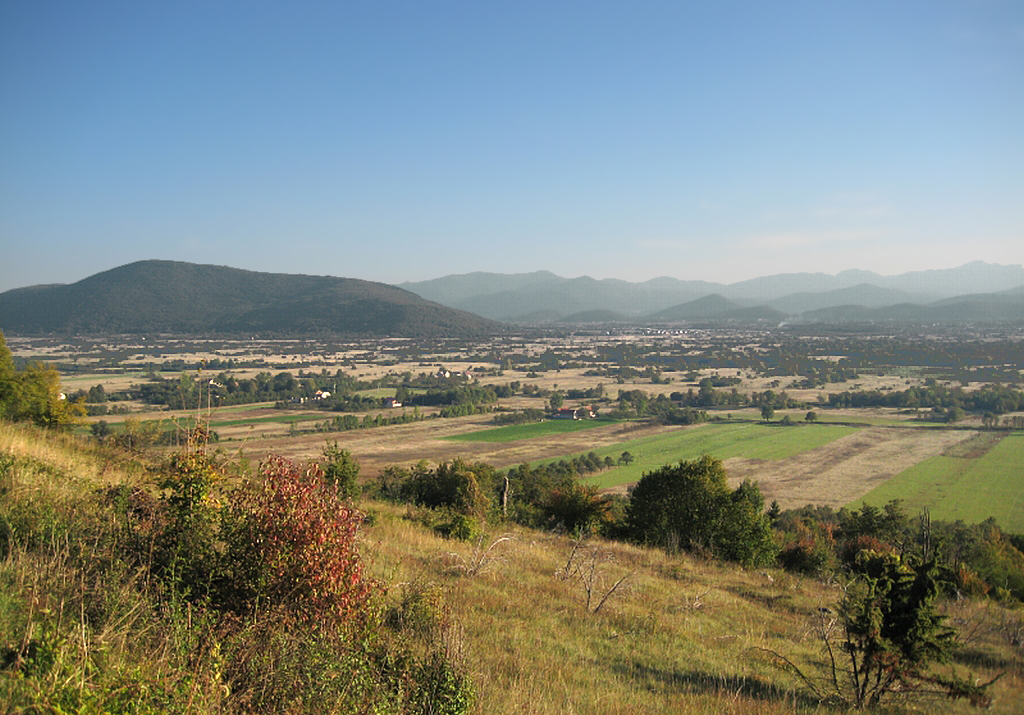
A Gecskei-síkság

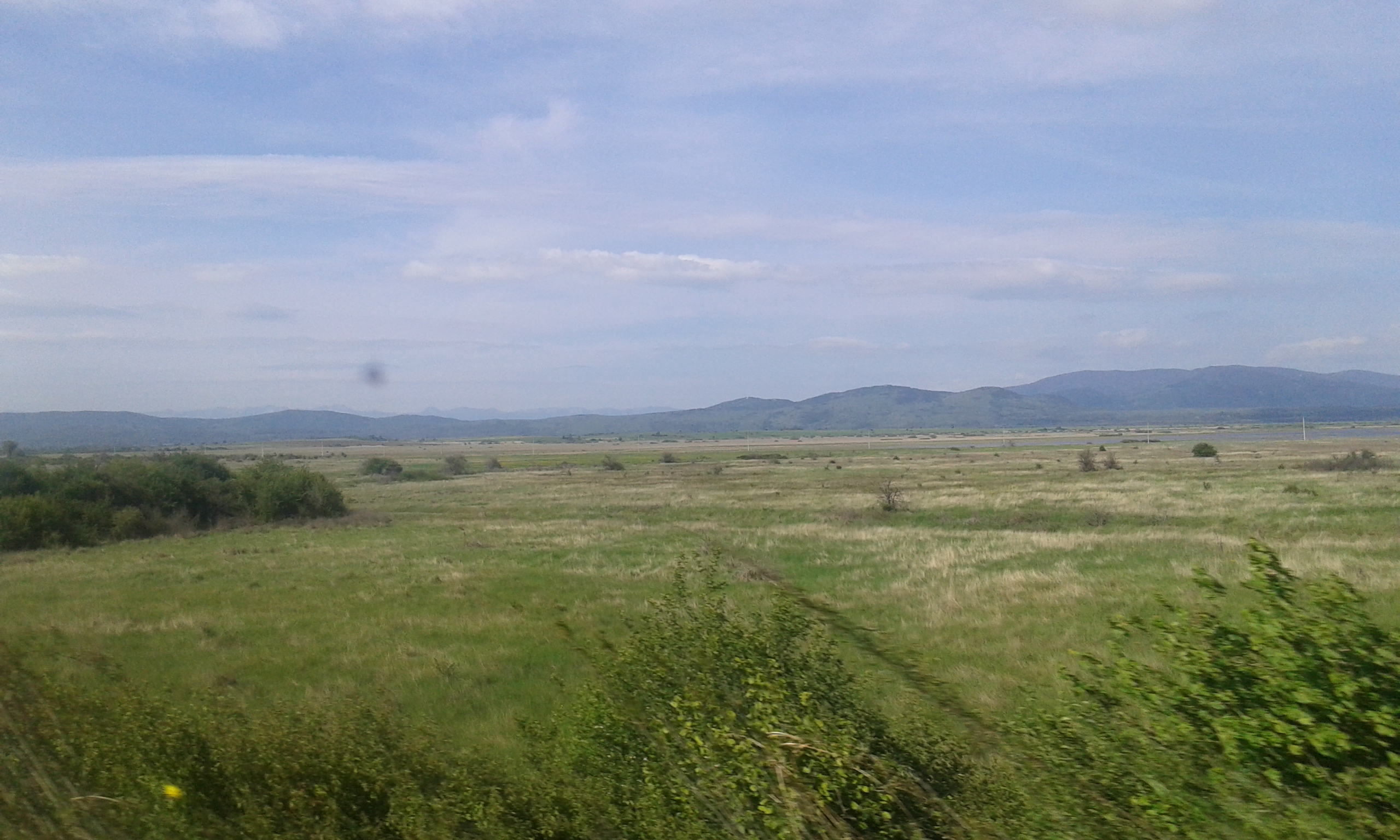
A Lika-mező

Az ókorban Likát az illír japodák törzse lakta. Az 1. században a rómaiak leigázták őket, de továbbra is törzsi autonómiával rendelkeztek és vándor (transzhumáló) pásztorkodást folytattak. A rómaiak csupán a kommunikációs vonalak megtartására használták a helyet. A római birodalom bukásával szláv törzsek, a horvátok és szerbek elődei települtek a vidékre. A szlávok megszervezték saját törzsi közösségeiket (Gacka, Krbava és Lika). Egyes elméletek szerint a frank uralkodók jelentős számban telepítettek ide avarokat, akik idővel beolvadtak a horvát népbe. Újabb törzsi közösségek jöttek létre (pl. Bužane, Hotuča, Lapac, Plase törzsek).
A 11. század végétől a terület a Magyar Királyság része volt (lásd: Horvátország történelme). 1160-ban létrehozták a Korbáviai püspökséget (Krbavska biskupija) először Mrsinjben, majd Korbáviában (Udbina). A középkorból azonban kevés épület maradt meg, mert azokat az oszmán török hadsereg lerombolta.
A 15. század közepén kezdődtek el a török betörések, 1493-ban pedig lezajlott a korbávmezei csata (Krbavska bitka), melyben a törökök súlyosan megverték a horvát csapatokat. 1522 és 1524 között a török seregek egész Likát elfoglalták (a  Gacka-völgy és Brinj kivételével). Az őslakos horvát lakosság gyakorlatilag teljesen eltűnt és a helyükre szerbek (vagy ahogy a törökök nevezték őket: vlachok) települtek, valamint egy kisebb horvát csoport, amely áttért az iszlámra.
1580-ban a törökök megalapították a Likai (Kirkei) szandzsákot, melynek központja Knin és legfőbb erődítménye Udbina lett. Ez a helyzet egészen az Habsburg-török háborúig (1683-1699) tartott, amikor Marko Mesić szerzetes vezetésével felszabadították egész Likát (Lički Pounj kivételével). 1714-1881 között Lika a Habsburg Birodalom katonai igazgatása alatt álló katonai határőrvidék része volt.
A likaiak ellenálltak a szigorú katonai rezsimnek, ezért 1746-ban létrejött a likai regiment külön katonai-közigazgatási területe, abból a célból, hogy megerősödjön a hatalom ezen a vidéken. A vidékre újabb horvátok és szerbek érkeztek, akiknek a bécsi udvar állandó hadseregeként kellett szolgálniuk. Lika általános militarizálása az állandó háborúskodások miatt történt.
Jugoszlávia felbomlásakor, az 1990-es években a horvátországi háború alatt a szerbek kikiáltották a Krajinai Szerb Köztársaságot, ami a horvát hadsereg győzelmével megszűnt.

## Közigazgatása
Lika legnagyobb része Lika-Zengg megyéhez (Ličko-Senjska županija) tartozik, ami Horvátország legritkábban lakott és gazdaságilag legelmaradottabb megyéje. Közigazgatásilag Lika két nagyvárosra (Gospić és Otočac) és hét járásra (Brinje, Donji Lapac, Lovinac, Perušić, Plitvička Jezera, Udbina és Vrhovine) van osztva. Kisebb részei más megyékhez tartoznak: északon Plaški és Saborsko Károlyváros megyéhez, délen Gračac Zára megyéhez.

## Lakossága
A második világháború és a délszláv háború miatt a népesség megfogyatkozott. 
- 1991-ben 82 883 lakosa volt, ebből 41 546 (50,12%) szerb, 37 719 (45,50%) horvát és 3618 (4,38%) jugoszláv
- 2001-ben 53 677 lakosa volt, ebből 86,15% horvát és 11,54% szerb[1]

## Gazdasága
Likában évszázadok óta hagyományos a mezőgazdaság (főleg a burgonyatermesztés) és az állattartás. Iparilag fejletlen, egyedül a fakitermelés jelentős. Az érintetlen természet, tiszta levegő és vizek ugyanakkor Lika különleges idegenforgalmi vonzereje lehet.

## Híres likaiak

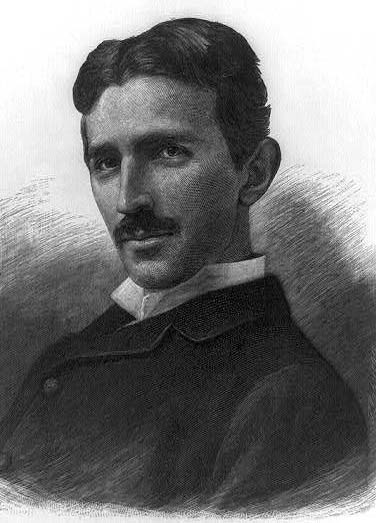
Lika szülötte Nikola Tesla szerb fizikus, feltaláló és villamosmérnök

- Nikola Tesla – szerb fizikus, feltaláló és villamosmérnök
- Josif Pančić – szerb botanikus
- Nikola Hajdin
- Stojan Aralica – szerb festő
- Svetozar Pribićević – szerb politikus
- Janko Vuković-Podkapelski – horvát tengerésztiszt
- Dušan Trbojević
- Mile Budak
- Ivana Brkljačić
- Jovanka Budisavljević Broz – Josip Broz Tito felesége
- Damir Karakaš
- Ana Karić
- Miroslav Kraljević – horvát festő
- Marko Mesić – horvát szerzetes, aki a törökök ellen szervezett felkelést
- Ante Starčević – horvát politikus, publicista és irodalmár
- Rade Šerbedžija – szerb színész, énekes és költő
- Nikica Valentić – horvát jogász és politikus
- Andrija Štampar – horvát orvos

## Külső hivatkozások
- Lika kronológiája (horvátul)